# Fluorid uranový
Fluorid uranový (UF6), označovaný v jaderném průmyslu jako „hex“, je sloučenina používaná v procesu obohacování uranu, ve kterém se vyrábí palivo pro jaderné reaktory a jaderné zbraně.

## Chemické vlastnosti
Za standardní teploty a tlaku vytváří bílé krystalky, je vysoce toxický, snadno reaguje s vodou a způsobuje korozi většině kovů. Slabě reaguje s hliníkem, přičemž vytváří slabou vrstvu AlF3, která odolává dalším reakcím.
Reakcí s chloridem hlinitým poskytuje chlorid uranový.

## Výroba
Rozemletá uranová ruda – U3O8 – je rozpustná v kyselině dusičné. Tím vytváří uranylový nitrát UO2(NO3)2. Čistý uranylový nitrát se získává extrakcí. Přidáním amoniaku vzniká (NH4)2U2O7. Ten redukcí za pomoci vodíku poskytuje UO2, který je dále přeměněn přidáním kyseliny fluorovodíkové (HF) na fluorid uraničitý UF4. Oxidací s fluorem konečně vzniká UF6.

## Použití

### Aplikace v jaderném palivovém cyklu
Fluorid uranový se užívá v obou metodách obohacování uranu – v plynné difúzi a v odstředivce plynu, protože má trojný bod na 64 °C (147 °F, 337 K) a jemně vyšším tlaku než je atmosférický.
Plynná difúze potřebuje asi šedesátkrát více energie než proces v plynné odstředivce, přesto jsou to asi 4 % energie, která může být vyrobena výsledným obohaceným uranem.
Tato sloučenina se používá v pokročilé znovuzpracovací metodě vyvinuté v České republice. V tomto procesu je oxid jaderného paliva ošetřen plynným fluorem za vzniku směsice fluoridů. Směsice je poté destilována, aby se oddělily jednotlivé druhy materiálu.